# Десет испод нуле
Десет испод нуле је назив првог студијског албума Раде Манојловић, који је објављен 20. јуна 2009. године Гранд продукцију.